# Крива Гора
Крива Гора — колишнє село в Україні, яке було виселено через наслідки аварії на ЧАЕС. Знаходиться в Іванківському районі Київської області.
З півночі Крива Гора оточена підковоподібною горою. Звідси й походить назва села. Час виникнення села не встановлений.
1886 року у селі мешкало 246 осіб.
1900 року у власницькому селі (належало Сергію Челищеву) мешкало 310 мешканців, було 64 двори. У селі діяла школа грамоти. Працювали вітряк та кузня. Селяни займалися землеробством та сплавом лісу по Дніпру та Прип'яті. Село підпорядковувалося Чорнобильській волості Радомисльського повіту.
До аварії на ЧАЕС входило до складу Чорнобильського району, орієнтовно до середини 1970-х років було центром сільської ради.
З "Історії міст і сіл УРСР ": «Крива Гора — село, центр сільської Ради, розташоване за 9 км від районного центру і за 5 км від залізничної станції Прип'ять. Населення — 485 чоловік. Сільській Раді підпорядкований населений пункт Старосілля. На території Кривої Гори розміщено бригаду радгоспу „Прип'ятський“. У селі є восьмирічна школа, клуб, бібліотека. Під час Великої Вітчизняної війни село повністю спалили гітлерівці. 35 жителів — учасників війни — удостоєні урядових нагород.» (дані 1968 року).
Під час німецько-радянської війни село повністю спалили гітлерівці. 35 жителів — учасників війни — удостоєні урядових нагород.
На межі 1970-80-х рр. у селі проживало близько 350 мешканців.
Пізніше сільську раду було ліквідовано, село до 1986 року підпорядковувалося Зимовищенській сільській раді. Напередодні аварії на ЧАЕС у селі проживало 300 мешканців та було 150 дворів. Виселене внаслідок сильного радіоактивного забруднення.
Після аварії на ЧАЕС мешканці були переселені у села Лукаші та Рудницьке Баришівського району. У 1999 році село було виключене з обліку за відсутністю жителів.
Після Чорнобильської катастрофи село увійшло до 10-кілометрової зони відчуження.
У 2020 році пожежа знищила залишки села. Село було спалене вдруге.
З кінця лютого до 1 квітня 2022 року село було окуповане російськими військами.